# Francisco Rodríguez Galeano
Juan Francisco de Rodríguez Galeano (Santafe de Bogotá, siglo XVI- ibidem 1633) fue un político neogranadino.
Se desempeñó como encomendero y alcalde de Santafé de Bogotá en tres ocasiones 1599, 1622 y 1633.

## Biografía
Heredó la encomienda de Sopó de su padre Diego Rodríguez Galeano, descendiente del conquistador y fundador de Vélez Martín Galeano del linaje de la distinguida y noble  Familia Galeano de Italia, compañero de Gonzalo Jiménez de Quesada y partícipe de la conquista del Nuevo Reino de Granada.